# Dalea crassifolia
Dalea crassifolia är en ärtväxtart som beskrevs av William Botting Hemsley. Dalea crassifolia ingår i släktet Dalea, och familjen ärtväxter. Inga underarter finns listade i Catalogue of Life.